# Television
Television fue una banda estadounidense de rock formada en Nueva York a mediados de los años 1970. A pesar de haberse formado en medio de la eclosión del movimiento punk neoyorquino, el exquisito contrapunto guitarrístico entre su líder y vocalista Tom Verlaine y Richard Lloyd, así como su libertad a la hora de componer, hacen de esta banda un fenómeno artístico en sí mismo, libre de toda clasificación. Television fue la primera banda de rock que tocó en el famoso club CBGB, en el que posteriormente tocarían artistas como Patti Smith, Ramones, Blondie y Talking Heads, entre otras bandas importantes de punk y new wave.
El álbum debut del grupo, Marquee Moon, fue lanzado en 1977 y es considerado una obra maestra y un clásico. El grupo editó otro álbum al año siguiente titulado Adventure, tras el cual se separó, pero se volvió a juntar en 1992 para grabar un álbum homónimo, y a pesar de volver a separarse, han realizado presentaciones en vivo ocasionalmente. A pesar de la calidad superlativa de su obra, Television nunca fue una banda muy popular, y solo con el paso del tiempo han sido justipreciados y convertidos en una banda de culto.

## Historia

### Inicios (1972-1976)
La banda originalmente se llamaba The Neon Boys (de Estados Unidos) y estaba conformada por Tom Verlaine, Billy Ficca y Richard Hell. Verlaine y Hell, (cuyos nombres reales son Thomas Miller y Richard Meyers respectivamente) se conocían desde que eran adolescentes. El grupo grabó algunos sencillos con esa formación entre 1972 y 1973. Ese último año, el grupo se reformó cambiando su nombre a Television, e incorporando a Richard Lloyd como segundo guitarrista. Lloyd se unió al grupo luego de ver una presentación en vivo del mismo y de hablar con el mánager del grupo, Terry Ork. También en 1973 Verlaine participó en el primer sencillo de Patti Smith, "Hey Joe"/"Piss Factory", con quien además editó un libro de poesía titulado The Night.[cita requerida]

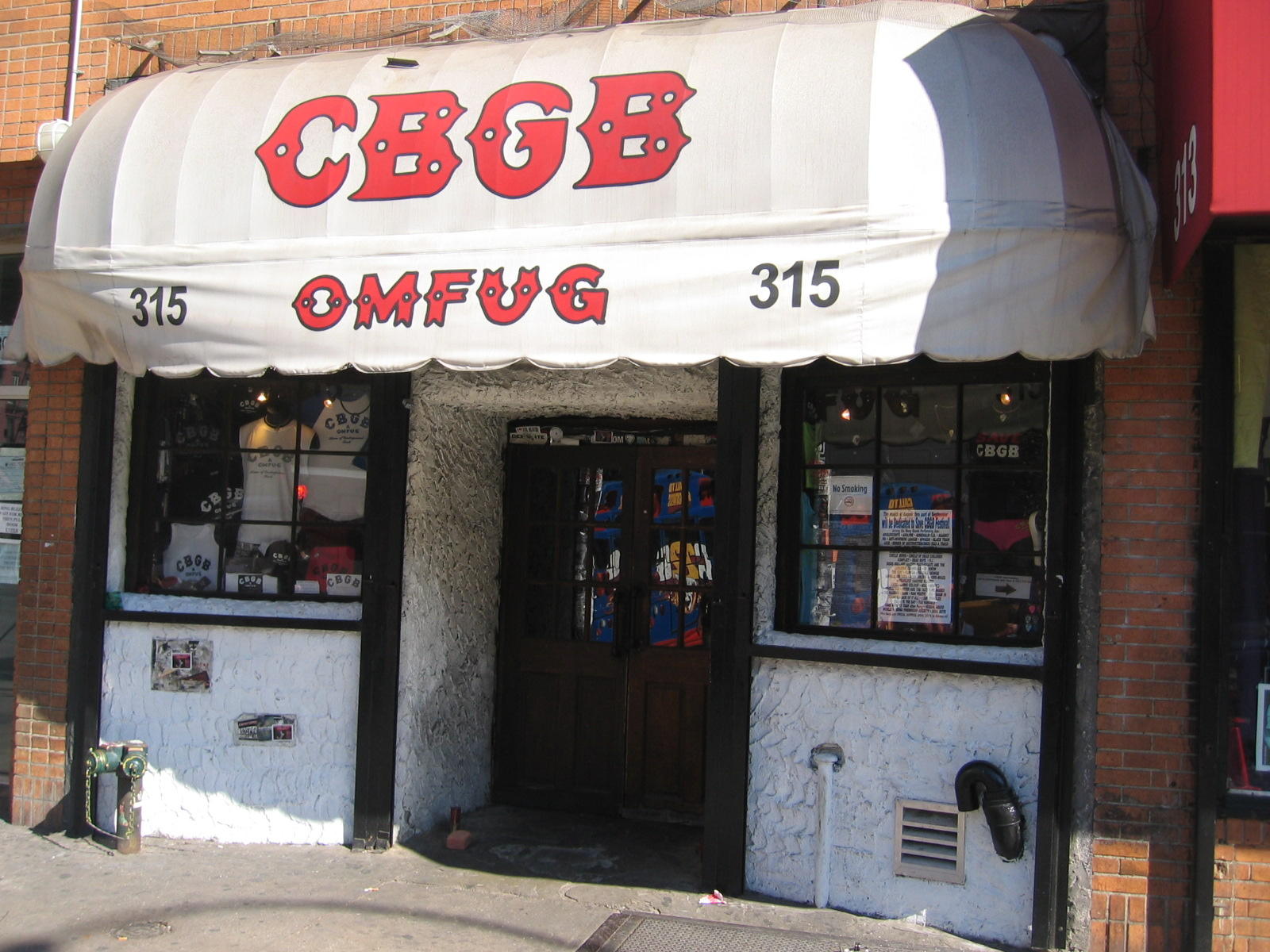
Fachada del club CBGB de Nueva York. Television fue el primero de varios grupos de punk y new wave en tocar en el mismo.

Television fue el primer grupo de rock en tocar en el club CBGB. Antes de que el grupo tocara allí, la mayor parte de los artistas que habían tocado en el mismo eran músicos de country, bluegrass y blues. El grupo buscaba un bar en el cual tocar cuando descubrieron el club, y tras hablar con el dueño del local, Hilly Kristall, y luego de convencerlo de que tocaban ese tipo de música (aunque no fuese cierto), este les permitió tocar allí los domingos a la noche. La primera presentación del Television en el club se produjo el 31 de marzo de 1974, y al poco tiempo el grupo comenzaría a tocar allí los viernes y sábados. El club se convertiría en un lugar clave de la escena punk y new wave neoyorkina, y allí a los pocos meses artistas como Patti Smith, Ramones, Blondie y Talking Heads comenzarían a presentarse frecuentemente en el club.
En 1975 el grupo grabó una demo con Brian Eno para Island Records, pero el sello decidió no firmar un contrato con el grupo. Verlaine tampoco quedó satisfecho: según él, Eno no es tan bueno como productor que como artista, y grabó la música del grupo «sin resonancia». Hell dejó la banda en ese mismo año debido a sus conflictos con Verlaine, y en ocasiones se considera que la falta de habilidad de Hell en su instrumento pudo haber sido el motivo por el cual debió dejar el grupo. Hell estaba decepcionado debido a que Verlaine no quería grabar ninguna de sus composiciones, mientras que Verlaine estaba molesto con la forma en que Hell se movía en el escenario en los recitales del grupo. Según Hell, Verlaine «no quería que la gente se distrajera cuando él cantaba». Tras dejar el grupo, Hell se unió a The Heartbreakers (junto a Johnny Thunders) —agrupación que también abandonaría tempranamente— y luego formó The Voidoids. Su reemplazante fue Fred Smith (que también fue miembro de Blondie), con quien el grupo grabó el sencillo "Little Johhny Jewel" en el mismo año, el cual fue lanzado en octubre por el sello del grupo, Ork Records. El sencillo logró relativo éxito en la escena underground, vendiendo 6000 copias en Estados Unidos y Europa. La banda editó un EP en 1976 con Stiff Records y firmó un contrató con Elektra.

### Dos álbumes de estudio y primera separación (1977-1978)
El primer LP de la banda, lanzado en 1977, fue Marquee Moon, el cual es usualmente considerado como su álbum más importante, y según el crítico Stephen Thomas Erlewine es un álbum «revolucionario» debido a sus «largas y entretejidas secciones instrumentales». Este álbum introdujo un sonido basado en el entrelazamiento de las guitarras de Verlaine y Lloyd, con ciertas características del punk y el art rock y con influencias de jazz. Marquee Moon fue producido por Verlaine y Andy Johns (hermano de Glyn Johns), quien había trabajado con anterioridad como ingeniero en álbumes de bandas como Led Zeppelin y los Rolling Stones.] El álbum fue un éxito en el underground y entre la crítica, pero no entre el público estadounidense (a pesar de que la banda salió de gira con Peter Gabriel), aunque tuvo éxito en las listas de Reino Unido, en donde llegó al puesto #28, con la ayuda del sencillo "Prove It" y de una gira con Blondie. La foto de la tapa del álbum fue tomada por Robert Mapplethorpe, un fotógrafo que también sacó la foto de la tapa del debut de Patti Smith, Horses.
El siguiente álbum de Television se tituló Adventure y fue lanzado en 1978. Adventure llegó al séptimo puesto en las listas británicas, y tuvo algo más de éxito en Estados Unidos que su antecesor. Sin embargo, muchos fanes y críticos se sintieron decepcionados por este lanzamiento, que según el crítico Robert Christgau es más «reflexivo» y «tranquilo» que Marquee Moon. La banda realizó su último recital el 29 de julio de 1978 (en Nueva York), y se separó al poco tiempo debido a tensiones entre Lloyd y Verlaine.

### Trabajos solistas yThe Blow-Up(1979-1991)
Luego de la separación, los dos guitarristas del grupo comenzarían carreras solistas, mientras que Smith volvería a unirse a Blondie. Lloyd también trabajaría con John Doe y Matthew Sweet. Ficca se uniría a Waitresses y ocasionalmente colaboraría en los trabajos solistas de Verlaine, al igual que Smith, quien además ha tocado en los álbumes solistas de Lloyd y junto a artistas como The Roches, Willie Nile, The Peregrines y The Fleshtones.[cita requerida] Verlaine editó siete álbumes entre 1979 y 1992, el último de los cuales fue instrumental. A pesar de que ha editado más álbumes como solista que con Television, según la crítica no ha logrado llegar al nivel que logró con su banda.
En abril de 1982 se editó en casete The Blow-Up, un álbum en vivo grabado durante las giras del grupo en 1978, que incluía covers de artistas como Bob Dylan ("Knockin' on Heaven's Door"), The Rolling Stones ("Satisfaction") y 13th Floor Elevators ("Fire Engine", canción que aparece con el nombre del álbum y que el grupo solía versionar en sus shows con letras diferentes a las originales debido a que Verlaine no entendía lo que decía el cantante Roky Erickson).[cita requerida]

### Reunión y presentaciones ocasionales (1992-actualidad)
Television se volvió a juntar a principios de los años 90 para grabar un álbum homónimo, el cual fue editado en 1992 y fue bien recibido por la crítica, aunque también fracasó comercialmente en Estados Unidos. Para apoyar el lanzamiento, la banda realizó una extensa gira y participó en el Festival de Glastonbury (Inglaterra) y en el de Roksilde (Dinamarca). El grupo se separó nuevamente en marzo de 1993, pero desde entonces sus integrantes volvieron a juntarse ocasionalmente para realizar algunas apariciones en vivo, como su presentación del año 2001 en el festival All Tomorrow's Parties (en East Sussex, Inglaterra). Originalmente ese iba a ser el único show de la banda, pero durante los siguientes días el grupo tocó en diferentes ciudades, y realizó una presentación en el Noise Pop Festival de Chicago.
En el año 2003 se reeditaron Marquee Moon y Adventure con bonus tracks, y también se lanzaron dos nuevos álbumes en vivo, Live at the Old Waldorf (el cual originalmente era un bootleg) y Live at the Academy, 1992. Luego de 14 años sin editar material nuevo, Verlaine lanzó dos álbumes solistas en el año 2006, Songs and Other Things y Around (este último instrumental). Television llevó a cabo un recital en el año 2007 en Central Park, que según algunos rumores iba a ser el último del grupo, pero Lloyd no pudo participar en el mismo debido a que debió ser hospitalizado a causa de una neumonía, por lo que fue reemplazado por Jimmy Ripp, con quien Verlaine había trabajado con anterioridad. Actualmente, Lloyd toca con Ficca y con el bajista Keith Harshtel bajo el nombre de Richard Lloyd and the SufiMonkey Trio.
Tom Verlaine falleció en enero de 2023 en la ciudad de Nueva York.

## Estilo musical
Television se caracterizó por su sonido inspirado en el garage rock y el jazz de artistas como John Coltrane, con letras poéticas y las guitarras entrelazadas de Tom Verlaine y Richard Lloyd como centro de atención.[cita requerida] Se ha comparado al grupo con bandas como The Velvet Underground, aunque según Verlaine no son demasiado similares: «Encuentro sorprendente que la gente idolatre ese sonido». Debido a la tendencia de la banda a realizar largos jams en sus presentaciones en vivo han sido llamados «los Grateful Dead del punk», y el crítico Robert Christgau ha comparado a la forma de tocar la guitarra de Verlaine con la de Jerry García (de los Grateful Dead) y con la de Neil Young, mientras que Lester Bangs comparó su estilo con el de John Cipollina, del grupo de rock psicodélico Quicksilver Messenger Service. Sin embargo, Verlaine rechaza las comparaciones con grupos psicodélicos de los años 60 y compara al sonido del grupo con el de The Ventures. En una entrevista se le preguntó a Richard Lloyd que opinaba sobre la posibilidad de que se viera a Marquee Moon como un álbum psicodélico, a lo que Lloyd contestó diciendo que «un álbum psicodélico es un álbum que cuando lo pones, si escuchas ambos lados, cuando termina, tus percepciones han cambiado y creo que nuestro disco puede hacer eso».
Si bien la banda es encasillada como parte del movimiento punk, Lloyd rechaza el término y sostiene que el grupo fue incomprendido, mientras que algunos críticos sostienen que las influencias, la habilidad instrumental y la forma de tocar del grupo contrastan con la sencillez y el poco énfasis en la técnica instrumental del género. Según una revisión de la BBC, los factores que diferenciaron a Television y a las otras bandas neoyorkinas de la época de la «explosión punk» fueron "«su diversidad y sus vínculos más fuertes con el pasado». Según un artículo de Nick Kent en la revista NME, la música de Televisión «es la antítesis total de, digamos, los Ramones», y «llamarla punk rock es como describir a Dostoevsky como un escritor de cuentos».
En ocasiones se ha comparado al estilo de la banda con el rock progresivo de principios de los años 70, y con el rock experimental de los años 60. Algunos artistas que suelen ser mencionados como influencias del grupo incluyen a The Byrds, David Bowie, The Seeds, 13th Floor Elevators, Love, Moby Grape y Fairport Convention. Las letras poéticas de Verlaine (que han sido descritas como «surrealistas») y su formar de cantar (que según la revista Rolling Stone suena como «un pollo inteligente siendo estrangulado») han hecho que se lo comparara con Bob Dylan. Verlaine dice haber sido influenciado por los Rolling Stones (es notorio en su forma de cantar), el compositor de música clásica Maurice Ravel y músicos de jazz como Miles Davis y Albert Ayler.[cita requerida]

## Influencia
Television ha influenciado a artistas como U2, Sonic Youth, David Bowie, R.E.M., The Feelies, Echo and the Bunnymen, Siouxsie And The Banshees, The Church, Pavement, Felt, The Clash, Primal Scream, Teenage Fanclub, The Strokes y los Yeah Yeah Yeahs. Los miembros de la banda sostienen que ven influencia de su música en artistas como The Cars y Bryan Ferry de Roxy Music. Si bien el grupo es respetado por otros artistas y por la crítica, no ha logrado éxito comercial significativo, a punto tal de que Lloyd ha tenido que trabajar como camarero y haciendo encuestas telefónicas para subsistir.
Marquee Moon fue muy bien recibido por la crítica y es frecuentemente considerado un «clásico». La revista Rolling Stone lo ubicó en el puesto 128 de su lista de los "500 Greatest Albums of All Time" ("Los 500 mejores álbumes de todos los tiempos"). Television ha sido llamada una de las bandas más «visionarias» de su generación, y se ha comparado al grupo con bandas como The Velvet Underground, The Stooges y Big Star, que a pesar de editar pocos álbumes durante su existencia y de ser poco conocidas, fueron muy influyentes en los pocos músicos que las conocen, en especial en artistas de indie rock. Los relanzamientos de Marquee Moon y de Adventure durante el año 2003 han sido descritos como «los relanzamientos más importantes del año. Quizás hasta de la década».
A pesar de que Richard Hell nunca grabó material con Television, compuso algunas canciones mientras fue miembro de la banda, las cuales editó con Richard Hell & The Voidoids (grupo que formó tiempo después de dejar la banda). Su música, al igual que su imagen, serían influyentes en muchos artistas de punk, y su forma de vestirse fue tomada por Malcolm McLaren como modelo para la imagen de los Sex Pistols.

## Integrantes
- Tom Verlaine - voz, guitarra y teclado
- Jimmy Ripp - guitarra (desde 2005)
- Richard Lloyd - guitarra y voz (hasta 2005)
- Billy Ficca - batería
- Fred Smith - bajo y voz (desde 1975)
- Richard Hell - bajo y voz (hasta 1975)

## Discografía

### Álbumes de estudio
- Marquee Moon (1977)
- Adventure (1978)
- Television (1992)

### Álbumes en vivo
- The Blow-Up (1982)
- Live at the Academy, 1992 (2003)
- Live at the Old Waldorf (2003)

### Sencillos
- "Little Johnny Jewel" (1975)
- "Prove It" (1977)
- "Foxhole" (1978)
- "Glory" (1978)

### Recopilaciones
- The Best of Television & Tom Verlaine (1998)
- Marquee Moon/Adventure/Live at the Waldorf (2005)